# Административное деление Украины
Согласно Конституции, в административном отношении территория Украины включает 27 регионов — 24 области, Автономная Республика Крым и 2 города, имеющие специальный статус (Киев и Севастополь).
С 17 июля 2020 года регионы Украины (в т.ч. Крым; за исключением городов, имеющих специальный статус) делятся на 136 районов, а они — на городские, поселковые и сельские территориальные общины (укр. територіальна громада). Крупные города Украины разделены на городские районы, а общины — на старостинские округа (старостаты).
До 17 июля 2020 года регионы Украины были разделены на 490 районов и 176 городов областного и республиканского подчинения (административно-территориальные единицы второго уровня). Третий (первичный) уровень административно-территориальных единиц до этой даты образовывали сельские, поселковые и городские советы. 
Автономная Республика Крым и Севастополь аннексированы Россией в 2014 году и целиком ей контролируются. Бо́льшая часть Луганской, значительная — Донецкой, левобережная — Херсонской, юг Запорожской и незначительные части Харьковской, Николаевской, Сумской и Днепропетровской областей оккупированы Россией в период между 2022 годом по настоящее время, при этом первые четыре — также аннексированы. Украина и международное сообщество не признают никакие отчуждения территории, признавая законными границы Украины на момент провозглашения независимости в 1991 году.

## Административно-территориальное устройство
После реформы в июле 2020 года в системе административно-территориального устройства Украины представлены:
- Первый (региональный) уровень:

 — области (укр. області)
 — автономная республика (укр. автономна республіка)
 — города со специальным статусом (укр. міста  зі спеціальним статусом)

- Второй (базовый) уровень:

 — районы (укр. райони)

- Третий (первичный) уровень:

— общины (укр. громади)
 — посёлки (укр. селища)
 — сёла (укр. села)
Районы в городах (укр. міські райони) являются территориальными единицами, не формирующими собственных органов управления.

### Количество административно-территориальных единиц
На 1 января 2014 года количество административно-территориальных единиц на Украине составляло (в скобках при изменениях количества —  на 1 января 2013 года):
- районов — 490;
- районов в городах — 111;
- населённых пунктов — 29 742 (на 1 января 2013 года —  29 786), в том числе:
  - сельских населённых пунктов — 28 397 (на 1 января 2013 года —  28 441; на 1 января 2012 года —  28 454, в том числе: посёлков — 1266; сёл — 27 188);
  - городских — 1345, в том числе:
    - посёлков городского типа — 885;
    - городов — 460, в том числе:
      - городов со специальным статусом — 2[6];
      - городов областного и республиканского (автономной республики) значения — 180 (на 1 января 2013 года —  178);
- сельских советов — 10 279 (на 1 января 2012 — 10 278).

### Административно-территориальные единицы первого уровня
К первому (региональному) уровню относятся: 24 области, АР Крым и 2 города, имеющие специальный статус, — Киев и Севастополь.
| №  | Флаг | Герб  | Название (рус. )           | Название (укр. )                                                                          | Разговорное название (рус. ) | Разговорное название (укр. ) | Районы | Площадь, км² | Постоянное население, чел., на 1.02.2015 (на 1.03.2019, тыс. жит.) | Плотность населения, чел./км² | Адм. центр (рус. ) | Адм. центр (укр. )                           | Код ISO 3166-2 |
| -- | ---- | ----- | -------------------------- | ----------------------------------------------------------------------------------------- | ---------------------------- | ---------------------------- | ------ | ------------ | ------------------------------------------------------------------ | ----------------------------- | ------------------ | -------------------------------------------- | -------------- |
| 1  |      |       | Винницкая область          | Вінницька область                                                                         | Виннитчина                   | Вінниччина                   | 6      | 26 492       | 1 602 511 (1557,2)                                                 | 60,49                         | Винница            | Вінниця                                      | UA-05          |
| 2  |      |       | Волынская область          | Волинська область                                                                         | Волынщина                    | Волинщина                    | 4      | 20 144       | 1 040 102 (1034,6)                                                 | 51,63                         | Луцк               | Луцьк                                        | UA-07          |
| 3  |      |       | Днепропетровская область   | Дніпропетровська область                                                                  | Днепропетровщина             | Дніпропетровщина             | 7      | 31 923       | 3 271 305 (3200,9)                                                 | 102,47                        | Днепр              | Дніпро                                       | UA-12          |
| 4  |      |       | Донецкая область           | Донецька область                                                                          | Донетчина                    | Донеччина                    | 8      | 26 517       | 4 281 585 (4160,1)                                                 | 161,47                        | Донецк             | Донецьк                                      | UA-14          |
| 5  |      |       | Житомирская область        | Житомирська область                                                                       | Житомирщина                  | Житомирщина                  | 4      | 29 827       | 1 256 068 (1217,9)                                                 | 42,11                         | Житомир            | Житомир                                      | UA-18          |
| 6  |      |       | Закарпатская область       | Закарпатська область                                                                      | Закарпатье                   | Закарпаття                   | 6      | 12 753       | 1 256 707 (1256,1)                                                 | 98,54                         | Ужгород            | Ужгород                                      | UA-21          |
| 7  |      |       | Запорожская область        | Запорізька область                                                                        | Запорожье                    | Запоріжжя                    | 6      | 27 183       | 1 764 141 (1702,8)                                                 | 64,90                         | Запорожье          | Запоріжжя                                    | UA-23          |
| 8  |      |       | Ивано-Франковская область  | Івано-Франківська область                                                                 | Ивано-Франковщина            | Івано-Франківщина            | 6      | 13 927       | 1 379 845 (1371,8)                                                 | 99,08                         | Ивано-Франковск    | Івано-Франківськ                             | UA-26          |
| 9  |      |       | Киевская область           | Київська область                                                                          | Киевщина                     | Київщина                     | 7      | 28 121       | 1 723 246 (1769,3)                                                 | 61,28                         | Киев               | Київ                                         | UA-32          |
| 10 |      |       | Кировоградская область     | Кіровоградська область                                                                    | Кировоградщина               | Кіровоградщина               | 4      | 24 588       | 973 472 (943,4)                                                    | 39,59                         | Кропивницкий       | Кропивницький                                | UA-35          |
| 11 |      |       | Луганская область          | Луганська область                                                                         | Луганщина                    | Луганщина                    | 8      | 26 683       | 2 214 084 (2149,3)                                                 | 82,98                         | Луганск            | Луганськ                                     | UA-09          |
| 12 |      |       | Львовская область          | Львівська область                                                                         | Львовщина                    | Львівщина                    | 7      | 21 831       | 2 518 556 (2519,0)                                                 | 115,37                        | Львов              | Львів                                        | UA-46          |
| 13 |      |       | Николаевская область       | Миколаївська область                                                                      | Николаевщина                 | Миколаївщина                 | 4      | 24 585       | 1 163 048 (1128,8)                                                 | 47,31                         | Николаев           | Миколаїв                                     | UA-48          |
| 14 |      |       | Одесская область           | Одеська область                                                                           | Одесщина                     | Одещина                      | 7      | 33 314       | 2 384 466 (2379,3)                                                 | 71,58                         | Одесса             | Одеса                                        | UA-51          |
| 15 |      |       | Полтавская область         | Полтавська область                                                                        | Полтавщина                   | Полтавщина                   | 4      | 28 750       | 1 440 095 (1398,2)                                                 | 50,09                         | Полтава            | Полтава                                      | UA-53          |
| 16 |      |       | Ровненская область         | Рівненська область                                                                        | Ровненщина                   | Рівненщина                   | 4      | 20 051       | 1 160 117 (1156,5)                                                 | 57,86                         | Ровно              | Рівне                                        | UA-56          |
| 17 |      |       | Сумская область            | Сумська область                                                                           | Сумщина                      | Сумщина                      | 5      | 23 832       | 1 120 331 (1079,1)                                                 | 47,01                         | Сумы               | Суми                                         | UA-59          |
| 18 |      |       | Тернопольская область      | Тернопільська область                                                                     | Тернопольщина                | Тернопільщина                | 3      | 13 824       | 1 066 391 (1044,3)                                                 | 77,14                         | Тернополь          | Тернопіль                                    | UA-61          |
| 19 |      |       | Харьковская область        | Харківська область                                                                        | Харьковщина                  | Харківщина                   | 7      | 31 418       | 2 714 419 (2673,3)                                                 | 86,40                         | Харьков            | Харків                                       | UA-63          |
| 20 |      |       | Херсонская область         | Херсонська область                                                                        | Херсонщина                   | Херсонщина                   | 5      | 28 461       | 1 065 909 (1035,8)                                                 | 37,45                         | Херсон             | Херсон                                       | UA-65          |
| 21 |      |       | Хмельницкая область        | Хмельницька область                                                                       | Хмельнитчина                 | Хмельниччина                 | 3      | 20 629       | 1 297 404 (1262,9)                                                 | 62,89                         | Хмельницкий        | Хмельницький                                 | UA-68          |
| 22 |      |       | Черкасская область         | Черкаська область                                                                         | Черкасщина                   | Черкащина                    | 4      | 20 916       | 1 247 296 (1203,7)                                                 | 59,63                         | Черкассы           | Черкаси                                      | UA-71          |
| 23 |      |       | Черниговская область       | Чернігівська область                                                                      | Черниговщина                 | Чернігівщина                 | 5      | 31 903       | 1 046 084 (1002,9)                                                 | 32,79                         | Чернигов           | Чернігів                                     | UA-74          |
| 24 |      |       | Черновицкая область        | Чернівецька область                                                                       | Черновичина                  | Чернівеччина                 | 3      | 8097         | 906 663 (903,5)                                                    | 111,98                        | Черновцы           | Чернівці                                     | UA-77          |
| 25 |      |       | Киев                       | Київ                                                                                      |                              |                              | 10     | 836          | 2 847 403 (2950,9)                                                 | 3405,98                       | город              |                                              | UA-30          |
| 26 |      |       | Севастополь                | Севастополь                                                                               |                              |                              | 4      | 864          |                                                                    |                               | Севастополь        |                                              | UA-40          |
| 27 |      |       | Автономная Республика Крым | Автономна Республіка Крим крымскотат. Qırım Muhtar Cumhuriyeti, Къырым Мухтар Джумхуриети |                              |                              | 10     | 26 081       |                                                                    |                               | Симферополь        | Сімферополь крымскотат. Aqmescit, Акъмесджит | UA-43          |
|    |      | Всего |                            |                                                                                           |                              |                              |        | 603 549      | 42 741 248 (42 101,6)                                              | 74,13                         |                    |                                              |                |

### Административно-территориальные единицы второго уровня
С 2020 года регионы Украины делятся на 136 районов. Они в свою очередь включают городские, поселковые и сельские территориальные общины (укр. територіальна громада). Крупные города Украины разделены на городские районы.
До 2020 года этот уровень был представлен районами (укр. район), городами областного подчинения (укр. місто областного підпорядкування) и республиканского (автономной республики) подчинения (укр. місто республіканського підпорядкування).

### Административно-территориальные единицы третьего уровня
С 2020 года районы Украины делятся на 1469 общин. Крупные городские общины (точнее города) Украины разделены на городские районы. Базовыми органами местного самоуправления на Украине являются советы общин.
Города Киев и Севастополь согласно конституции Украины имеют специальный статус и не входят в состав районов других регионов страны, так как одновременно сами являются отдельными регионами. При этом Севастополь, как и весь Крым, не управляется властями Украины и контролируется Россией. Административно-территориальная реформа 2015—2020 годов не затрагивала территорию Автономной Республики Крым и общины там законодательно Украиной не выделялись.
Кроме Крыма не входят в состав общин также территория Киева и Чернобыльская зона отчуждения. На территории, подконтрольной ДНР и ЛНР общины существуют только де-юре.

### История административно-территориального деления
Административно-территориальне деление Украины обусловленно географическими, историческими, экономическими, этническими, социальными, культурными и другими факторами. В разные исторические периоды оно отражало как национальные традиции украинцев, так и политические интересы и систему управления государств, в которые в разное время входили украинские земли. 
Началом административно-территориальной организации на украинских территориях можно считать деление территории Киевской Руси на земли-княжества. При дальнейшем его развитии основными единицами административно-территориального деления на украинских землях были: волости, воеводства, поветы, полки, сотни, курени, комитаты (жупы), дистрикты, губернии, провинции, наместничества, округа, районы, области.
На современном этапе территориальное деление Украины в соответствии с Конституцией основывается на принципах целостности и единства государственной территории, сочетании централизации и децентрализации государственной власти, сбалансированности социально-экономического развития населенных пунктов и регионов с учетом их исторических, экономических, экологических, географических и демографических особенностей, этнических и культурных традиций.

## Другие типы территориального деления

### Экономические районы
| Причерноморский Северо-Восточный Карпатский Центральный Приднепровский | Столичный Подольский Северо-Западный Донецкий |

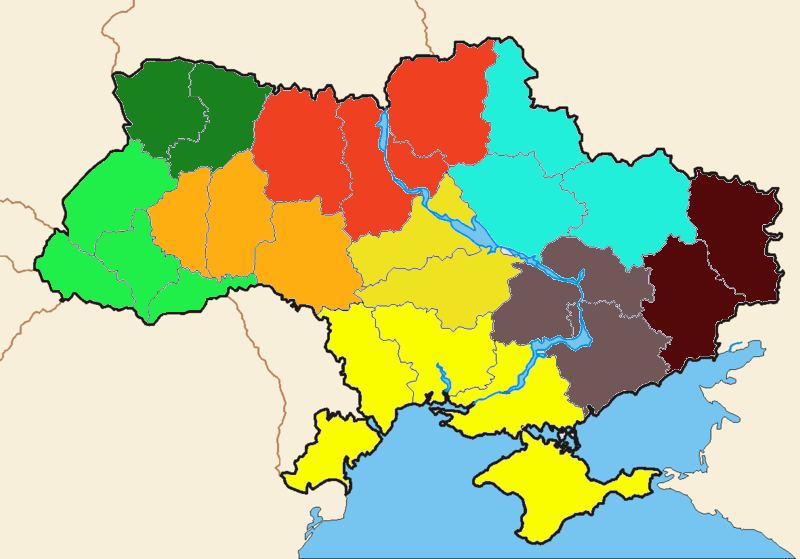
Экономические районы Украины

- Донецкий (Донецкая, Луганская области)
- Карпатский (Закарпатская, Львовская, Ивано-Франковская, Черновицкая области)
- Подольский (Винницкая, Тернопольская, Хмельницкая области)
- Приднепровский (Днепропетровская, Запорожская области)
- Причерноморский (Николаевская, Одесская, Херсонская области, Крым)
- Северо-восточный (Харьковская, Сумская, Полтавская области)
- Северо-западный (Волынская, Ровенская области)
- Столичный (Киевская, Житомирская, Черниговская области)
- Центральный (Черкасская, Кировоградская области)

### Военно-административное деление

Оперативные командования cухопутных войск Украины с 2016 года
«Запад»
«Север»
«Восток»
«Юг»
Отдельный военно-сухопутный район (Крым)

К 1992 году на территории Украины дислоцировалось три военных округа: Прикарпатский, Одесский и Киевский. С 1998 года было введено новое военно-административное деление. Упразднялись Одесский и Прикарпатский военные округа и Северное оперативно-территориальное командование, созданное ранее на базе расформированного Киевского военного округа. К 2005 году на их основе были сформированы Южное, Западное и Северное оперативные командования (ОК). В 2015 году было образовано оперативное командование «Восток» путём выделения части территории из ОК «Юг».
- ОК «Север»: Житомирская, Киевская, Полтавская, Сумская, Черкасская, Черниговская области)
- ОК «Запад»: Закарпатская, Львовская, Тернопольская, Ивано-Франковская, Черновицкая, Волынская, Ровненская, Хмельницкая области)
- ОК «Восток»: Донецкая, Днепропетровская, Запорожская, Луганская, Харьковская области)
- ОК «Юг»: Одесская, Кировоградская, Николаевская, Херсонская, Днепропетровская области и Крым, как отдельный военно-сухопутный район)

## Комментарии
1. ↑  В Конституции Автономной Республики Крым именуется столицей автономии[16], однако Конституционный Суд Украины в своём решении от 16 января 2003 года счёл такую терминологию некорректной[17].